# Bernd a Hilla Becherovi

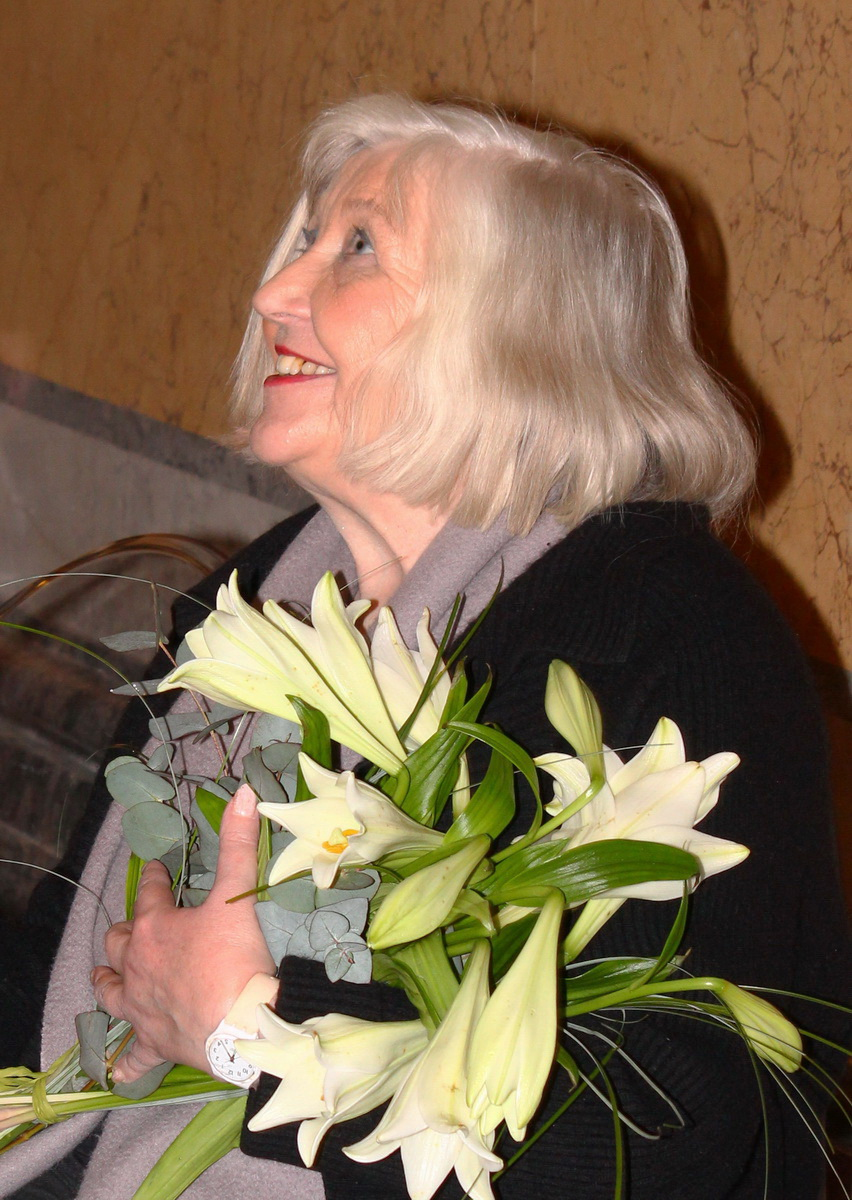
Hilla Becherová na vernisáži své výstavy v Galerii Rudolfinum, 2012

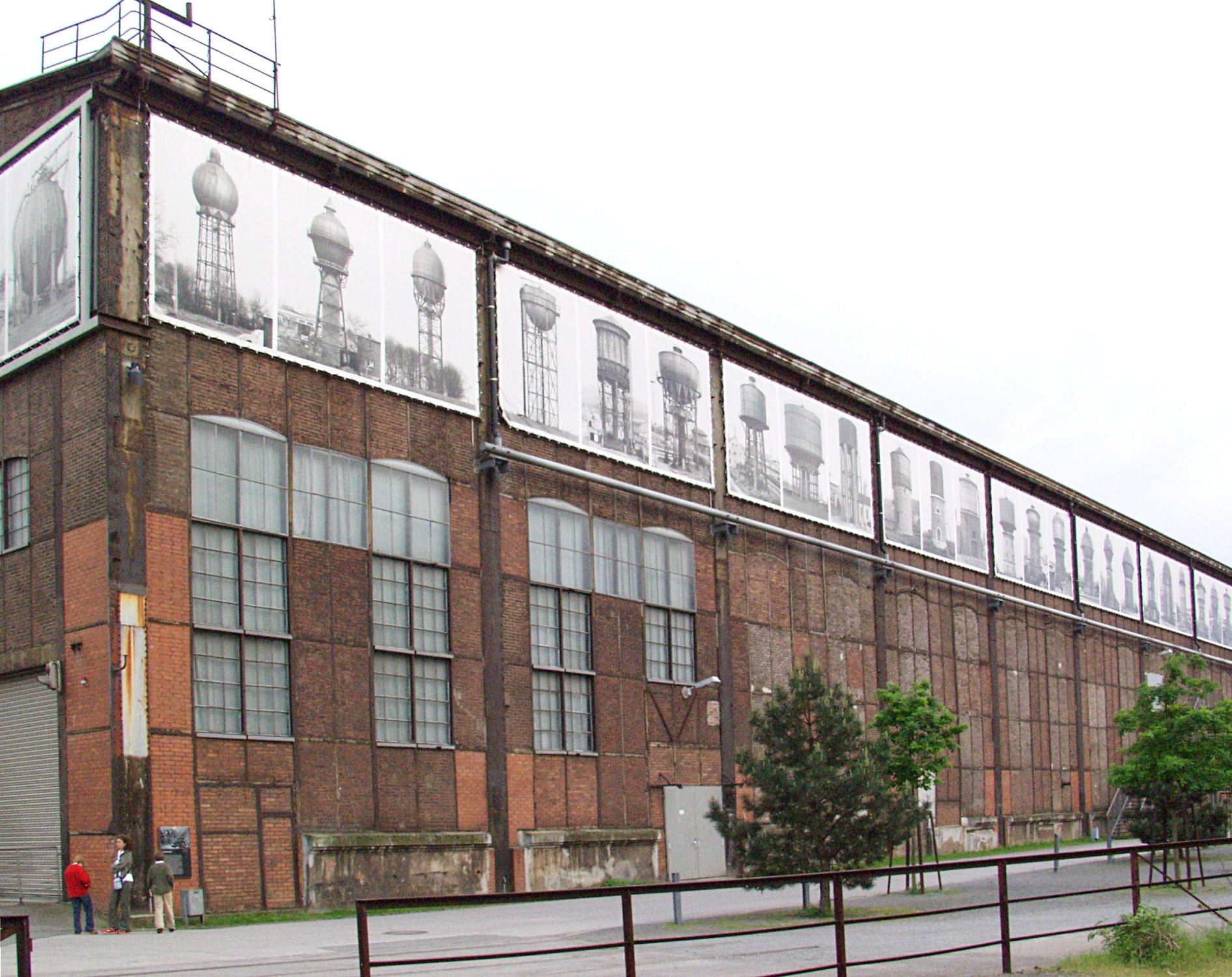
Dlouhodobá instalace fotografií věží v Duisburgu

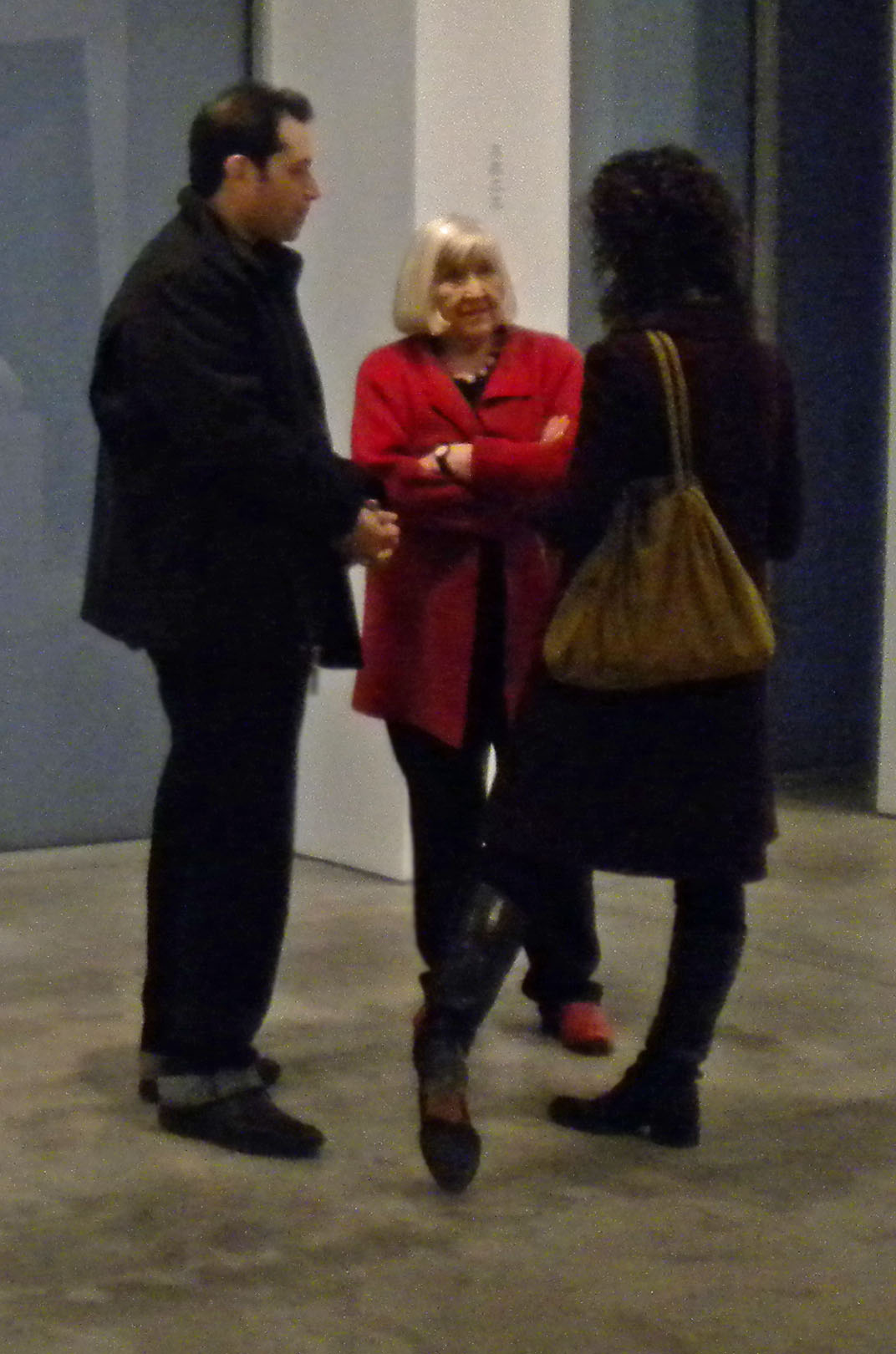
Hilla Becherová (uprostřed) v Sonnabend Gallery, Chelsea, NYC, říjen 2010

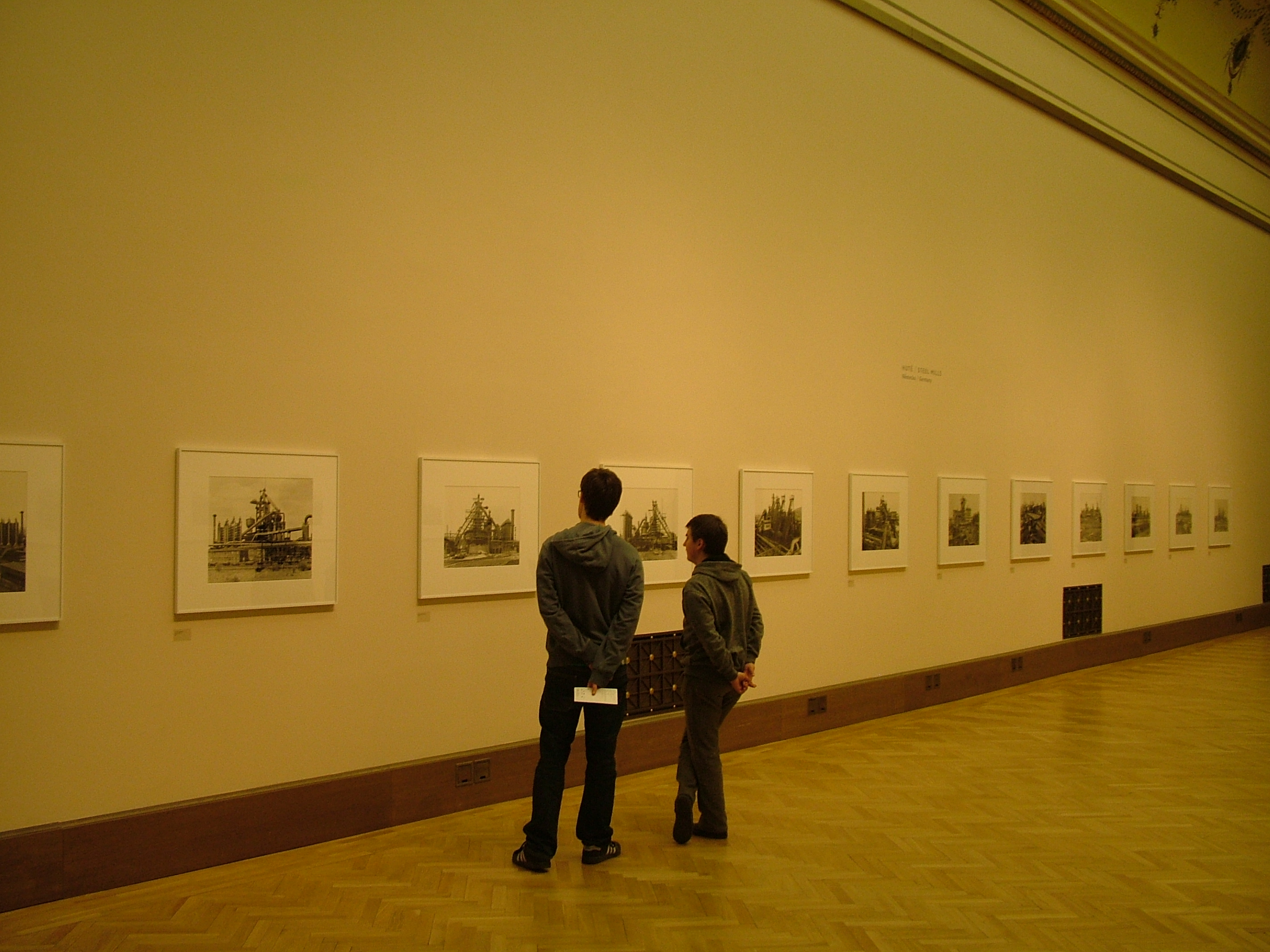
Galerie Rudolfinum Praha, Bernd & Hilla Becher: Doly. Hutě., 2012, kurátor: Petr Nedoma

Bernd Becher (20. srpna 1931 Siegen – 22. června 2007 Rostock) a Hilla Becherová, roz. Wobeserová (2. září 1934 Postupim – 10. října 2015 Düsseldorf) pracovali jako umělecký pár až do smrti Bernda Bechera jako fotografové. Jsou mezinárodně známí a uznávaní díky svým černobílým fotografiím průmyslových krajin.
Věnovali pozornost industriálním stavbám jako jsou těžní věže, vysoké pece, zásobníky na uhlí, pracovní haly, plynové zásobníky, doly a hutě, vysoké pece, plynojemy, vodojemy, vápenky a obilní sýpky. Za 40 let seskupili ucelený soubor industriální krajiny. Považují se za průkopníky konceptuální fotografie.
V druhé polovině 20. století založili takzvanou Düsseldorfskou fotografickou školu.

## Život a dílo
Fotografie jsou koncipovány velmi konkrétně. V jejich technice záznamu preferují centrální perspektivu, objekty jsou fotografované zepředu, žádné zkreslení, žádnou lidskou stafáž a zataženou oblohu a lehké sluneční světlo. S tím i detaily precizní reprodukce, používají velkoformátovou kameru o rozměrech filmového pole 13 x 18 cm. Kompozice obrazu dává také díky detailní kresbě povrchové struktury a centrálně umístěné stavby vystoupit.
| „                   | Frontálně zachycené průmyslové budovy povýšili na autonomní estetické objekty, připomínající průčelí středověkých katedrál. Výsledkem soustavného fotografování ... je nejen svébytný typologický systém, ale i poutavá hra forem pečlivě sestavených sérií objektů a motivů. | “ |
| — Petr Nedoma, 2012 | |   |

Bernd Becher studoval v letech 1953 až 1956 na Státní akademii výtvarných umění ve Stuttgartu malbu a také u Karla Rössinga a v letech 1959-1961 Akademii výtvarných umění v Düsseldorfu obor typografie. Hilla Becherová absolvovala v Postupimi studium fotografie. S fotografováním začala již jako dítě. Za umělce, který ji ovlivnil považovala Augusta Sandera. Hilla Becherová studovala v letech 1958 až 1961 na Akademii výtvarných umění v Düsseldorfu výtvarnou fotografii. Hilla a Bernd Becherovi se vzali v roce 1961.
Bernd Becher již před studiem začal malovat průmyslové památky. Souběžně s tím sbíral kontaktní kopie průmyslových budov. Pro dokumentaci a jako předlohu pro své kresby a malby si od roku 1957 pořizoval fotografické záběry staveb. Od fotografických koláží a kreseb přešel společně s Hillou Becherovou k čisté fotografické dokumentaci.
Bernd a Hilla Becherovi začali společnou fotografickou praxi již během studia. Stanovili si za svůj cíl dokumentovat průmyslové stavby, které byly typické pro jejich generační dobu a často hrozila jejich demolice.
Šlo jim s výjimkou dokumentace siegerlandských hrázděných budov vždy o průmyslová výrobní zařízení a takové průmyslové budovy, které mají souvislost s výrobou zboží. Charakteristické pro jejich "zpracování" je často pořízení šesti, devíti, dvanácti nebo i více fotografií stejného objektu z různých úhlů s pevně stanovenými různými úhly. Vytvářeli tak "typologie" průmyslových budov.
Bernd a Hilla Becherovi dokumentovali ve svém stylu hrázděné domy v Siegerlandu, industriální zařízení v Porúří, Nizozemsku, Belgii, Francii (obzvláště v Lontrinsku), Spojeném království (především ve Walesu) a v USA, ale fotografovali také vodárenské věže a plynojemy. S ohledem na ocelovou a uhelnou krizi v 70. a 80. letech fotografovali mnoho budov, které krátce nato navždy zmizely. Výsledkem jejich práce byla unikátní sbírka rozmanitých průmyslových staveb.
Bernd a Hilla Becherovi pro průmyslovou architekturu používali pojem "nomádská architektura" – po výstavbě za čas následovala demolice těchto objektů, v zájmu zužitkování kapitálu a získání výhod (citace: Kočovné národy nezanechaly ruiny). V tomto smyslu se Becherovi považovali za archeology průmyslové architektury – jejich práce byla hledáním kořenů a zároveň kulturní antropologie.
Fotografické dílo Bernda a Hilly Becherových je z fotografického hlediska ve smyslu pořizování sérií zařazována k Nové věcnosti. Z hlediska obrazového výtvarného umění se považuje za jedno z prvních konceptuálních umění.
Díky svým fotografickým cyklům získali uznání a popularitu. Prostřednictvím společné výstavy "Prospekt" v Düsseldorf společně s konceptuálními umělci a umělci tvořícím minimalistické umění byla jejich práce brzy uznávána světovými umělci na mezinárodní úrovni. To vše se stalo v době, kdy zejména v Evropě neměla fotografie jako umělecké médium žádné uznání (na rozdíl od USA, kde v té době již působili například Stephen Shore nebo William Eggleston).
Pro Spojené státy objevila dílo dvojice Ileana Sonnabend a v roce 1973 uspořádala ve své newyorské Galerii Sonnabend jejich první výstavu. Ve stejném roce byly jejich práce vystaveny v Paříži.
Bernd Becher převzal na Kunstakademie Düsseldorf v roce 1976 profesuru z fotografie, avšak při vyučování a vzdělávání studentů působili společně jako pár. Vychovali mnoho fotografických osobností známých jako „Becherova škola“ nebo „Düsseldorfská fotografická škola“, kteří jsou dnes z mezinárodního hlediska vynikajícími zástupci německé fotografie. Mezi ně patří Andreas Gursky, Candida Höferová, Axel Hütte, Thomas Ruff, Jörg Sasse, Thomas Struth, Petra Wunderlich a Tata Ronkholz.
Kromě své fotografické práce byli známí svými protesty proti demolici důlního závodu Zollern II v Dortmundu. Dávali ve své době impuls pro jiný vztah k průmyslovým budovám, které nebyly považovány za památky z oblasti průmyslové kultury nebo pozdějšího přístupu světového kulturního dědictví UNESCO. Na základě toho dokumentoval jejich student Martin Rosswog v letech 1985/1987 život a dílo horníků dolu Zollern II/IV.
Bernd a Hilla Becherovi jsou se svými pracemi zastoupeni v mnoha evropských a amerických muzeích a také v mnoha soukromých sbírkách.
Bernd Becher zemřel 2. června 2007 během těžké operace v nemocnici v Rostocku ve svých 75 letech. Hilla Becherová pak 10. října 2015 v Düsseldorfu.

## Výstavy (výběr)
- 1964 – Galerie Ruth Nohl, Siegen, Německo
- 1967 – Staatliches Museum für Angewandte Kunst, Mnichov, Německo
- 1967 – Kunstakademie Charlottenburg, Kopenhagen, Dänemark
- 1968 – Städtisches Museum, Mönchengladbach, Německo
- 1968 – University of Southern California, Los Angeles, USA
- 1969 – Kunsthalle Düsseldorf, Německo
- 1970 – Moderna Museet, Stockholm, Švédsko
- 1970 – Städtisches Museum, Ulm, Německo
- 1971 – Kabinett für aktuelle Kunst, Bremerhaven
- 1972 – documenta 5, Kassel, Německo
- 1974 – Museum of Contemporary Art, La Jolla California, Kalifornie, USA
- 1974/75 – Arts Council, London (Putovní výstava po pěti anglických muzeích)
- 1975 – Museum of Modern Art, New York City, USA
- 1977 – XIV. Internationale Biennale, São Paulo, Brasilien
- 1977 – documenta 6, Kassel, Německo
- 1982 – documenta 7, Kassel, Německo
- 1984 – Von hier aus – Zwei Monate neue deutsche Kunst in Düsseldorf, Veletrhy Düsseldorf, Německo
- 1990 – Biennale di Venezia, Itálie
- 1990 – DIA Art Foundation, New York City, USA
- 1994 – Westfälisches Landesmuseum, Münster
- 1999 – SK Stiftung Kultur – Die Photographische Sammlung, Köln, Německo
- 2002 – Documenta 11, Kassel, Německo
- 2002 – Sammlung Essl, Klosterneuburg, Rakousko
- 2004 – Kunstsammlung Nordrhein-Westfalen K21, Düsseldorf (Putovní výstava: Paříž, Hamburg, München, Berlín)
- 2005 – Hamburger Bahnhof – Museum für Gegenwart, Berlín
- 2006 – SK Stiftung Kultur – Fotografická sbírka, Köln, Německo
- 2008 – Museum of Modern Art, New York City, USA
- 2010 – Josef-Albers-Museum, Bottrop (Bernd und Hilla Becher: Bergwerke und Hütten – Industrielandschaften.)[5], návazně v roce 2011 Stadtmuseum München a 2011/12 Fotomuseum Winterthur
- 2010 – Solomon R. Guggenheim Museum, New York City, USA
- 2010 – Zeche Zollverein, Essen (Bernd und Hilla Becher: Ruhrblicke)
- 2012 – Galerie Rudolfinum Praha, Bernd & Hilla Becher: Doly. Hutě., 22. 3. 2012 až 3. 6. 2012, kurátor: Petr Nedoma

## Práce
- Fördertürme, Bernd a Hilla Becherovi, Schirmer/Mosel 1985, ISBN 3-88814-173-7
- Bernd und Hilla Becher. Typologien., Bernd a Hilla Becherovi, Schirmer/Mosel 1990, ISBN 3-88814-417-5
- Pennsylvania Coal Mine Tipples, Bernd a Hilla Becherovi, Schirmer/Mosel 1991, ISBN 3-88814-408-6
- Gasbehälter, Bernd a Hilla Becherovi, Schirmer/Mosel 1993, ISBN 3-88814-493-0
- Grundformen, Bernd a Hilla Becherovi, Thierry de Duve (vyd.), Schirmer/Mosel 1993, ISBN 3-88814-704-2
- Fabrikhallen, Bernd a Hilla Becherovi, Schirmer/Mosel 1994, ISBN 3-88814-730-1
- Wassertürme, Bernd a Hilla Becherovi, Schirmer/Mosel 1998, ISBN 3-88814-255-5
- Bergwerke, Bernd a Hilla Becherovi, Architekturmuseum Basel 1998, ISBN 3-905065-02-9
- Fachwerkhäuser des Siegener Industriegebietes, Bernd a Hilla Becherovi, Schirmer/Mosel 2000, ISBN 3-88814-005-6
- Industrielandschaften, Bernd a Hilla Becherovi, Schirmer/Mosel 2000, ISBN 3-8296-0003-8
- Serien Bernd & Hilla Becher, Bernd a Hilla Becher a Anne Grigoteit, Schmidt/Mainz 2000, ISBN 3-87439-460-3
- Hochöfen, Bernd und Hilla Becher, Schirmer/Mosel 2002, ISBN 3-88814-352-7
- Typologien industrieller Bauten, Bernd a Hilla Becher et.al., Schirmer/Mosel 2003, ISBN 3-8296-0092-5
- Bernd und Hilla Becher Leben und Werk, Susanne Lange, Schirmer/Mosel 2005, ISBN 3-8296-0175-1
- Getreidesilos, Bernd a Hilla Becherovi, Schirmer/Mosel 2006, ISBN 3-8296-0256-1

### Nejznámější fotografie
- Industrial Facade #23, asi 1980.
- Cooling towers, Wood n B, 1976. (Prodána za 150 000 amerických dolarů na aukci v roce 2004. Jedná se o jeden z najdražších prodejů uměleckého páru.)[6]

### Filmy
- (německy) Jean-Pierre Krief: Hilla und Bernd Becher / Thomas Struth. Film 2 in der Reihe Kontaktabzüge. Dokumentarfilmreihe, Francie, 2002, 30 min. (Auch mit eigenen Kommentaren der Bechers und Struths aus dem Off zur Zielsetzung und Technik. Film nach einer Idee von William Klein)

## Vyznamenání a ceny
- 1994 – Goslarer Kaiserring
- 1990 – Zlatý lev, Biennale di Venezia
- 2002 – Erasmuspreis, Praemium Erasmianum, Amsterdam
- 2004 – Hasselblad Award, Göteborg, Švédsko
- 2004 – Nositelé ocenění Kultursalon Düsseldorf e. V.
- Cena za kulturu Německé fotografické společnosti